# Tyler Crook
Tyler Crook est un dessinateur de comics américain.

## Éléments biographiques
Après avoir été pendant douze ans graphiste pour des sociétés de jeux vidéo, essentiellement sur le sport, Tyler Crook entre dans le monde des comics en travaillant sur Petrograd sur un scénario de Philip Gelatt et publié par Oni Press.
Après ce thriller centré sur la mort de Raspoutine, Tyler collabore avec Dark Horse Comics quasi exclusivement sur B.P.R.D. et sur Witchfinder.

## Prix et récompenses
- 2012 : prix Russ Manning
- 2014 : prix Bram-Stoker